# Marie-Claire (roman)
Pour les articles homonymes, voir Marie Claire (homonymie).
Marie-Claire est un roman de Marguerite Audoux publié en 1910 aux éditions Fasquelle et qui a reçu la même année le prix Femina, ce qui lui a interdit de recevoir le prix Goncourt, décerné une semaine plus tard, malgré le soutien d'Octave Mirbeau, auteur de la préface. C'est la première œuvre de son autrice et à ce titre la plus autobiographique. Le roman s'est vendu à son époque à plus de 100 000 exemplaires[réf. nécessaire].

## Résumé
Marie-Claire évoque l'enfance et l'adolescence de l'autrice. La première partie relate la mort de la mère, le départ du père et les neuf années passées à l'orphelinat, l'Hôpital général de Bourges, période difficile, éclairée cependant par la présence tutélaire de sœur Marie-Aimée. La deuxième partie se situe à la ferme de Villevieille, où les premiers patrons de Marie-Claire, Maître Sylvain et Pauline, entourent la petite bergère d'une affection bienveillante. Dans la troisième partie, la jeune fille s'éprend d'Henri Deslois, le frère de la fermière qui a succédé à Pauline. La mère du jeune homme interdit à Marie-Claire de revoir Henri. Celle-ci retourne alors au couvent, où elle revoit sœur Marie-Aimée avant de partir pour Paris.

## Influence
Ce roman pourrait avoir donné son nom au magazine Marie Claire,.

## Éditions
- Marie-Claire, éditions Fasquelle, 1910.
- Marie-Claire, Paris, Arthème Fayard & Cie, collection Le Livre de demain, illustré de 21 bois de Paul-Émile Colin
- Marie-Claire, éditions Grasset, Les Cahiers Rouges, 1987.